# Solsonès
Le Solsonès est une comarque de Catalogne dont la capitale est Solsona. 

## Géographie
Elle fait partie des Comarques centrals
La comarque est voisine de la province de Barcelone et souffre des problèmes de dépeuplement et vieillissement de la population.

## Carte
| Anoia Bages Segarra Solsonès Conca de · Barberà Moianès Osona Berguedà Basse · Cerdagne Alt · Urgell Pallars · Sobirà Val d'Aran Alta · Ribagorça Pallars · Jussà Noguera Urgell Pla · d'Urgell Segrià Garrigues Alt · Penedès Baix · Llobregat Barcelonès Vallès · Occidental Maresme Vallès · Oriental Ripollès Garrotxa Alt Empordà Pla de · l'Estany Gironès Selva Baix · Empordà Garraf Baix · Penedès Tarragonès Alt · Camp Baix · Camp Priorat Ribera · d'Ebre Terra · Alta Baix Ebre MontsiàFrance Pyrénées-Orientales Ariège Haute · Garonne Andorre Aragon Communauté valencienneMer Méditerranée |

## Communes
| Communes                | Habitants | Superficie |
| ----------------------- | --------- | ---------- |
| Castellar de la Ribera  | 158       | 60,23      |
| Clariana de Cardener    | 149       | 40,78      |
| Coma i la Pedra, la     | 270       | 60,62      |
| Guixers                 | 144       | 66,40      |
| Lladurs                 | 215       | 128,00     |
| Llobera                 | 224       | 39,20      |
| La Molsosa              | 130       | 26,90      |
| Navès                   | 263       | 145,27     |
| Odèn                    | 265       | 114,40     |
| Olius                   | 615       | 54,50      |
| Pinell de Solsonès      | 205       | 91,10      |
| Pinós                   | 313       | 104,30     |
| Riner                   | 273       | 47,10      |
| Sant Llorenç de Morunys | 969       | 4,34       |
| Solsona                 | 8571      | 17,66      |